# Ateuchini

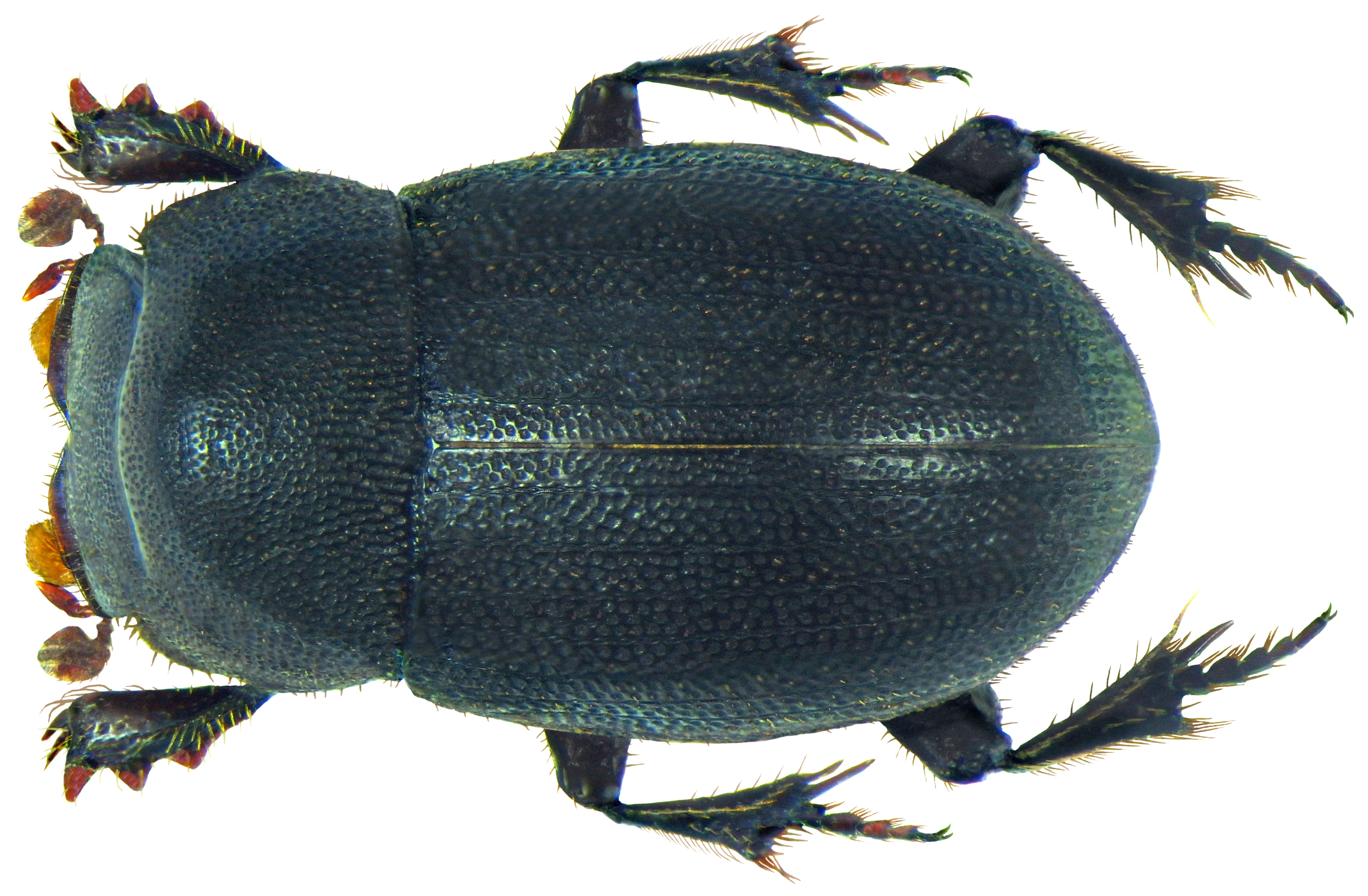
Pedaria nigra

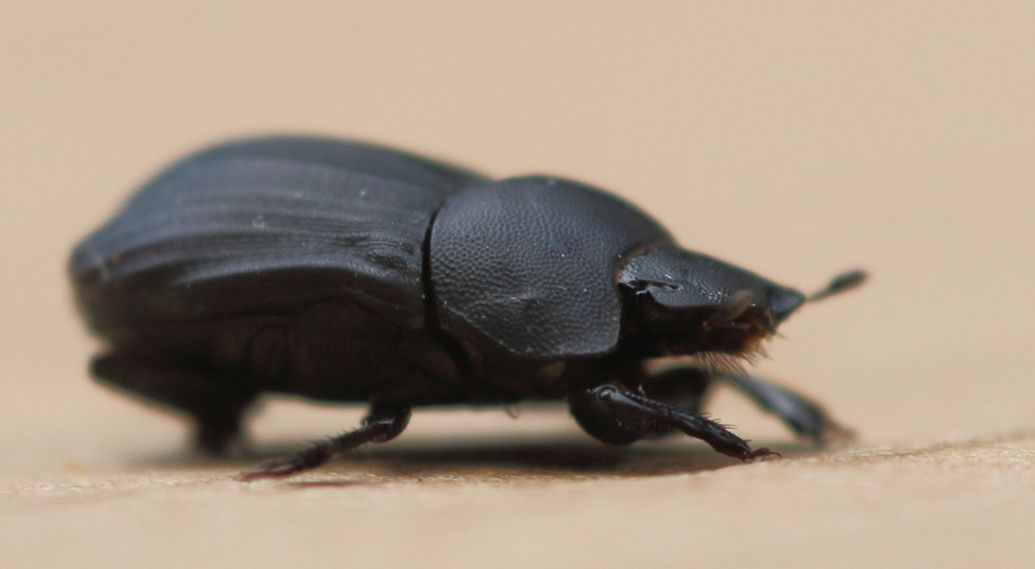
Sarophorus costatus

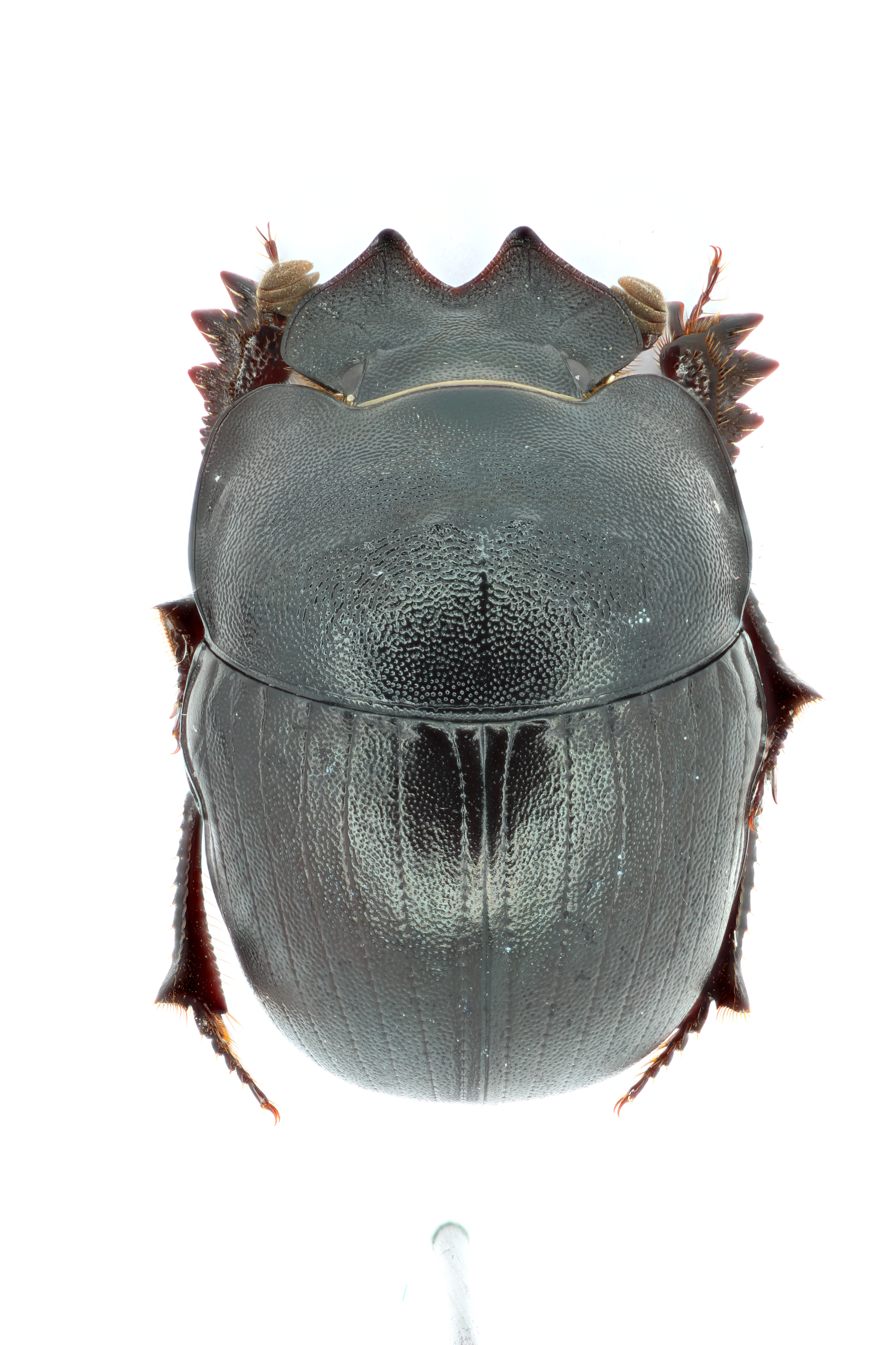
Coptorhina klugii

Ateuchini – plemię chrząszczy z rodziny poświętnikowatych i podrodziny Scarabaeinae. W zapisie kopalnym znane jest od eocenu.

## Morfologia i zasięg
Chrząszcze o ciele długości od 4 do 30 mm i zwartej lub przysadzistej sylwetce. Ukryty pod rozbudowanym nadustkiem aparat gębowy ma błoniaste, blaszkowate żuwaczki. Czułki zbudowane są z dziewięciu członów. Tarczka jest niewidoczna od zewnątrz. Każda pokrywa ma osiem lub dziewięć rzędów. Biodra środkowej pary są szeroko rozstawione. Odnóża pary środkowej i tylnej mają silnie rozszerzone ku wierzchołkom golenie.
Przedstawiciele plemienia występują głównie w Nowym Świecie, przy czym większość gatunków ograniczona jest do krainy neotropikalnej, a na teren Nearktyki wkraczają ku północy nieliczne z nich.

## Taksonomia
Takson w randze rodziny Ateuchidae od rodzaju Ateuchus utworzył w 1830 roku J.A. Maximilian Perty. W późniejszym czasie obniżono mu rangę do plemienia w obrębie Scarabaeinae. Po rewizji Fernanda Z. Vaz-de-Mello z 2008 roku jego systematyka wygląda następująco:
- podplemię: Ateuchina Perty, 1830
  - Aphengium Harold, 1868
  - Ateuchus Weber, 1801
  - Deltorhinum Harold, 1867
  - Sinapisoma Boucomont, 1928
- podplemię: Scatimina Vaz-de-Mello, 2018
  - Besourenga Vaz-de-Mello, 2008
  - Bradypodidium Vaz-de-Mello, 2008
  - Degallieridium Vaz-de-Mello, 2008
  - Eutrichillum Martinez, 1968
  - Feeridium Vaz-de-Mello, 2008
  - Genieridium Vaz-de-Mello, 2008
  - †Lobateuchus Montreuil, Génier & Nel, 2010[2]
  - Leotrichillum Vaz-de-Mello, 2008
  - Martinezidium Vaz-de-Mello, 2008
  - Nunoidium Vaz-de-Mello, 2008
  - Onoreidium Vaz-de-Mello, 2008
  - Pedaridium Harold, 1868
  - Pereiraidium Vaz-de-Mello, 2008
  - Scatimus Erichson, 1847
  - Scatrichus Genier & Kohlmann, 2003
  - Silvinha Vaz-de-Mello, 2008
  - Trichillidium Vaz-de-Mello, 2008
  - Trichillum Harold, 1868
- podplemię: incertae sedis
  - Bdelyropsis Pereira, Vulcano & Martínez, 1960
  - Bdelyrus Harold, 1869
  - Coptorhina Hope, 1830
  - Delopleurus Erichson, 1847
  - Demarziella Balthasar, 1961
  - Lobidion Génier, 2010[7]
  - Onychothecus Boucomont, 1912
  - Paraphytus Harold, 1877
  - Pedaria Laporte, 1832
  - Pleronyx Lansberge, 1874
  - Pseuduroxys Balthasar, 1938
  - Sarophorus Erichson, 1847
  - Uroxys Westwood, 1842